# لخوت دوژه
لخوت دوژه (به لاتین: Lechuty Duże) یک روستا در لهستان است که در گمینا ترسپول واقع شده‌است. لخوت دوژه ۶۸ نفر جمعیت دارد.